# Gbangbégouiné
Gbangbégouiné  è una città e sottoprefettura della Costa d'Avorio appartenente al dipartimento di Biankouma. Conta una popolazione di 3 449 abitanti (censimento 2014).